# SS Traffic (1872)
SS Traffic byl parník společnosti White Star Line vybudovaný v roce 1872 v loděnicích Harland & Wolff v Belfastu. Sloužil jako nákladní loď, stejně jako Belgic, ale měl i prostory pro cestující.